# پنتاکون

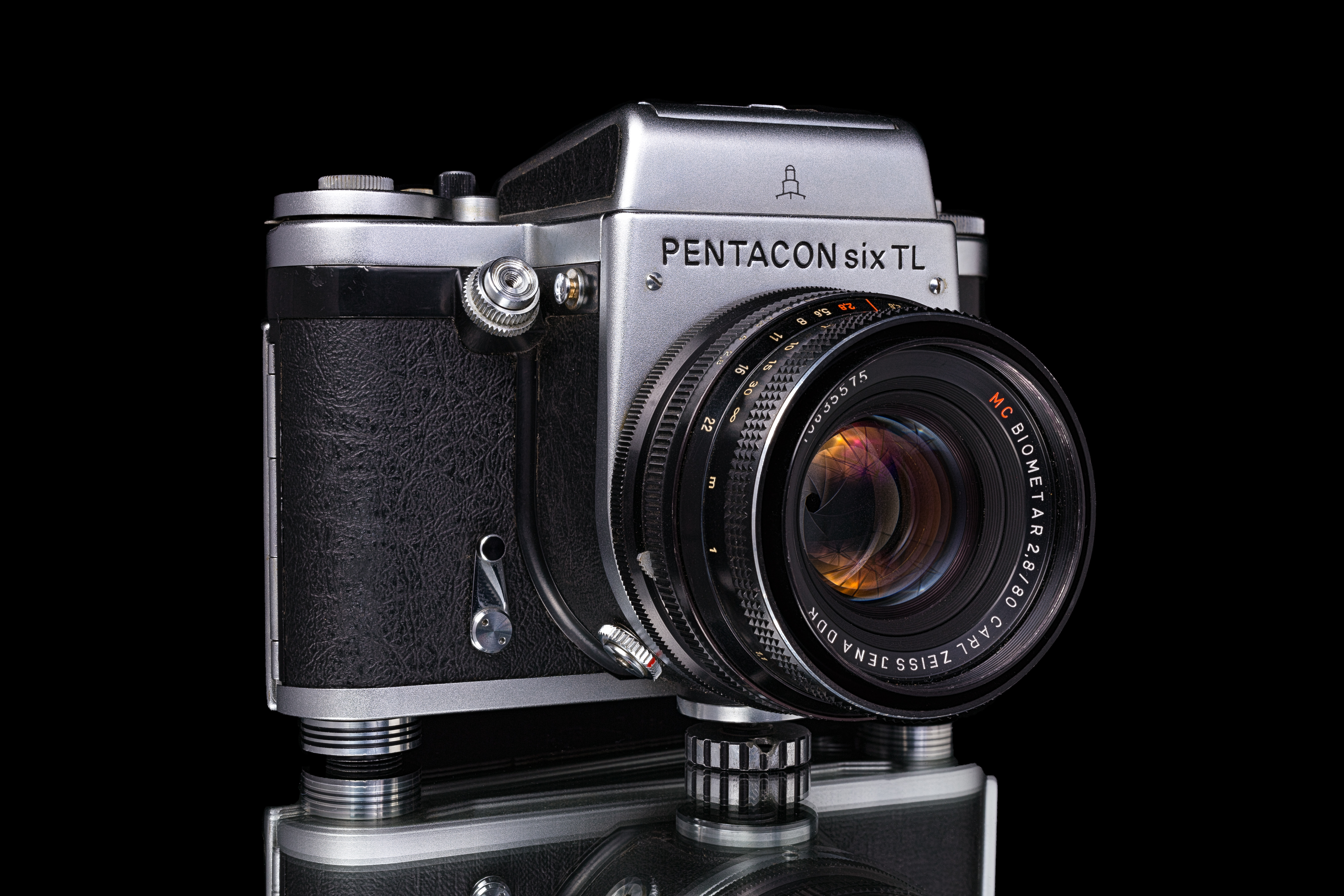
دوربین قطع متوسط پنتاکون شش تی‌ال.

پنتاکون (انگلیسی: Pentacon) نام شرکت تولیدکننده دوربین‌های عکاسی است که در درسدن آلمان قرار دارد. پنتاکون برگرفته از نام برندهای سایس ایکون و کانتاکس و پنتاگون (پنج‌ضلعی) به خاطر منشور دوربین تک‌لنزی بازتابی است که اولین‌بار در درسدن توسعه داده‌شد. سطح مقطع این منشور پنج‌وجهی است. پنتاکون بیشتر برای تولید دوربین‌های اس‌ال‌آر سری پرکتیکا، دوربین‌های قطع متوسط پنتاکون سیکس، پنتاکون سوپر و دوربین‌های سری اگزا شناخته می‌شود. پنتاکون اسلاید پروژکتور نیز تولید می‌کند.